# L. M. Montgomery
Lucy Maud Montgomery, OBE (Ilha do Príncipe Eduardo, 30 de novembro de 1874 – Toronto, 24 de abril de 1942), mais conhecida como L. M. Montgomery, "Maud" para a família e amigos, foi uma escritora canadense, autora de uma série de romances que teve início com Anne of Green Gables, publicado em 1908. Após sua publicação, o livro teve sucesso imediato. A personagem principal, Anne Shirley, uma garota órfã, tornou Montgomery famosa na época, dando-lhe inclusive destaque internacional.
O primeiro romance foi seguido por uma série de sequências com Anne como personagem central. Montgomery publicou 20 romances, bem como 530 contos, 500 poemas e 30 ensaios. A maioria das histórias foram ambientadas na Ilha do Príncipe Eduardo, e esses locais dentro da menor província do Canadá se tornaram um marco literário e um local turístico popular – ou seja, a fazenda de Green Gables, a gênese do Parque Nacional da Ilha do Príncipe Eduardo. Ela foi nomeada como oficial da Ordem do Império Britânico em 1935.
Os trabalhos, diários e cartas de Montgomery foram lidos e estudados por estudiosos e leitores em todo o mundo.

## Biografia

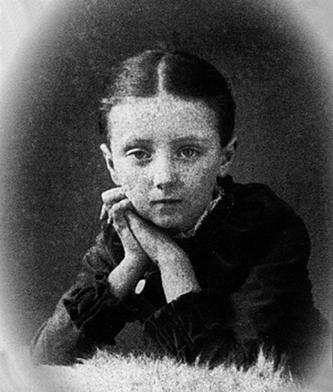
Lucy Maud Montgomery, em 1884, aos 10 anos

Lucy Maud Montgomery nasceu em Clifton (atualmente New London), Ilha do Príncipe Eduardo em 30 de novembro de 1874. Sua mãe, Clara Woolner Macneill Montgomery, morreu de tuberculose quando Maud tinha 21 meses. Estremecido pela morte da esposa, o pai, Hugh Montgomery, deu a sua custódia para seus avós maternos. Posteriormente, ele mudou para Saskatchewan, quando Maud tinha sete anos, e ela passou a viver com os avós maternos, Alexander Marquis Macneill e Lucy Woolner Macneill, nas proximidades de Cavendish e foi criada por eles de uma forma rigorosa e implacável; sua vida ali foi muito solitária. Apesar de haver condições de relacionamento nos arredores, muitas crianças eram criadas sozinhas, e no caso de Maud, isso lhe proporcionou a invenção de amigos imaginários para lidar com sua solidão, incentivando sua imaginação.
Em novembro de 1890, Montgomery publicou seu primeiro trabalho em Charlottetown, Daily Patriot. Ela ficou empolgada porque significava sua volta à sua amada Ilha do Príncipe Eduardo, em 1891. O retorno para casa "foi um grande alívio para ela, pois sua vida doméstica era infeliz, devido ao fato de ela e sua madrasta, Mary Ann McRae, não se darem bem, e porque, "o casamento de seu pai não era feliz". Em 1893, ao se graduar na escola em Cavendish, ela ingressou no “Prince of Wales College”, em Charlottetown. Completando a programação de dois anos em um, ela obteve o certificado de professora. Em 1895 e 1896, ela estudou literatura na Universidade de Dalhousie, em Halifax, Nova Escócia.

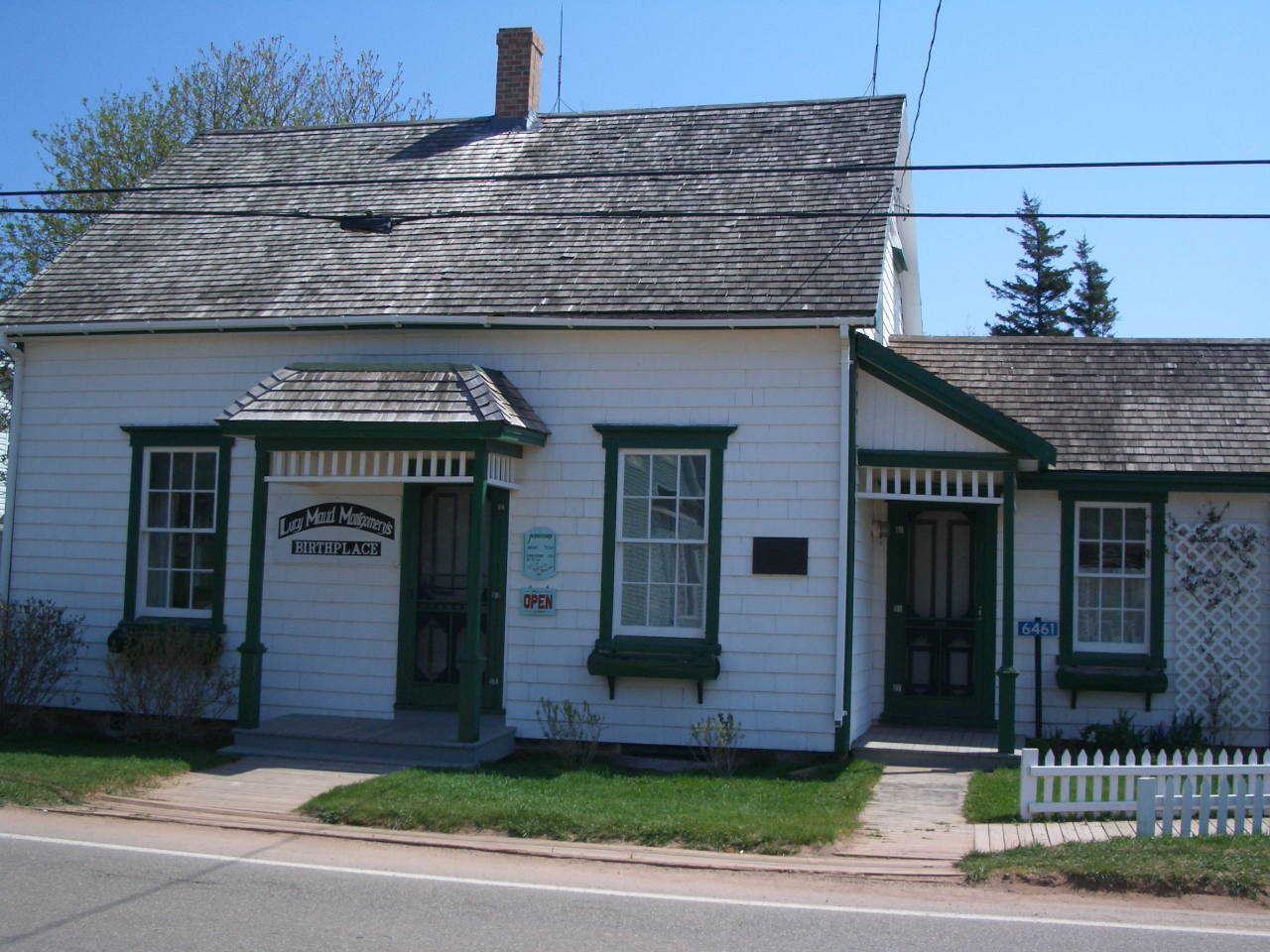
Local de nascimento de Lucy Maud Montgomery

Ao deixar Dalhousie, Montgomery trabalhou como professora em escolas da ilha, e apesar de não apreciar a carreira docente, ela estava contente, pois havia tempo para escrever. Começando em 1897, ela teve seus contos publicados em diversas revistas e jornais, com mais de 100 histórias publicadas entre 1897 e 1907.
Enquanto estava trabalhando como professora, Montgomery teve numerosos interesses amorosos. Em 1889, Montgomery começou um relacionamento com um rapaz de Cavendish chamado Nate Lockhart. Para Montgomery, a relação era apenas uma amizade bem-humorada e espirituosa, mas ele terminou abruptamente quando Montgomery recusou sua proposta de casamento.
No início de 1890, houve avanços vantajosos de Mr. John A. Mustard and Will Pritchard. Mr. Mustard, seu professor, tornou-se seu pretendente e tentou impressioná-la com o seu conhecimento dos assuntos religiosos, e seus temas de conversa eram os seus pensamentos sobre a Predestinação e "outros pontos da teologia". Mas Montgomery "encontrou um novo interesse" em Will Pritchard, o irmão de sua amiga Laura Pritchard. Essa amizade era mais amável, no entanto, mais uma vez, Montgomery não o sentiu como pretendente, e recusou o casamento com ambos, tornando-se apenas bons amigos. Terminou o período de flerte quando ela mudou-se para Prince Edward Island, porém ela e Pritchard mantiveram correspondência por mais de seis anos, até que Pritchard teve gripe e morreu em 1897.
Em 1897, Montgomery aceitou a proposta de Ed Simpson, que era um estudante em French River, perto de Cavendish. Montgomery Montgomery escreveu ter aceitado a proposta pelo desejo de "amor e proteção" e porque ela sentiu que suas perspectivas eram bastante baixas. Enquanto ensinava em Lower Bedeque, ela teve um breve mas apaixonado apego romântico a Herman Leard, um membro da família com a qual ela morava. Em 1898, depois de muita infelicidade e desilusão, Montgomery rompeu seu noivado com Simpson, e não teve mais relacionamentos amorosos.
Em 1898, Montgomery voltou para Cavendish para viver com a avó viúva, e por um curto período de tempo, entre 1901 e 1902, trabalhou em Halifax para os jornais Chronicle e Echo. Ela voltou para viver e cuidar de sua avó em 1902, e inspirou-se a escrever seu primeiro livro durante esse tempo em Prince Edward Island. Ao longo dos próximos treze anos, Montgomery ficou em Cavendish para cuidar de sua avó. Isso coincidiu com o período de rendimento considerável das suas publicações. Embora ela tivesse gostado deste rendimento, ela estava consciente de que "o casamento era uma opção necessária para as mulheres no Canadá".

## Carreira literária

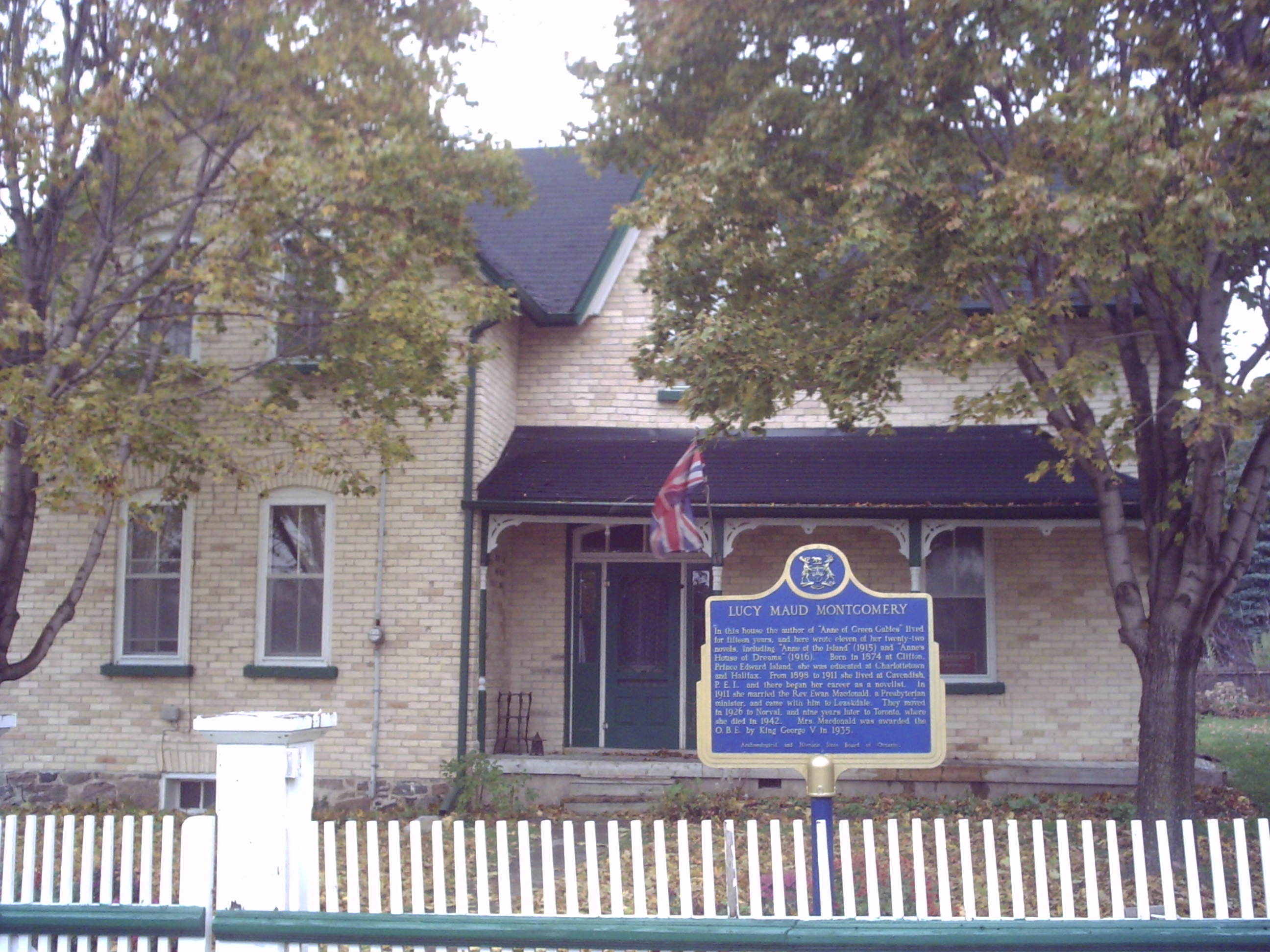
Leaskdale Manse, casa de Lucy Maud Montgomery de 1911 a 1926

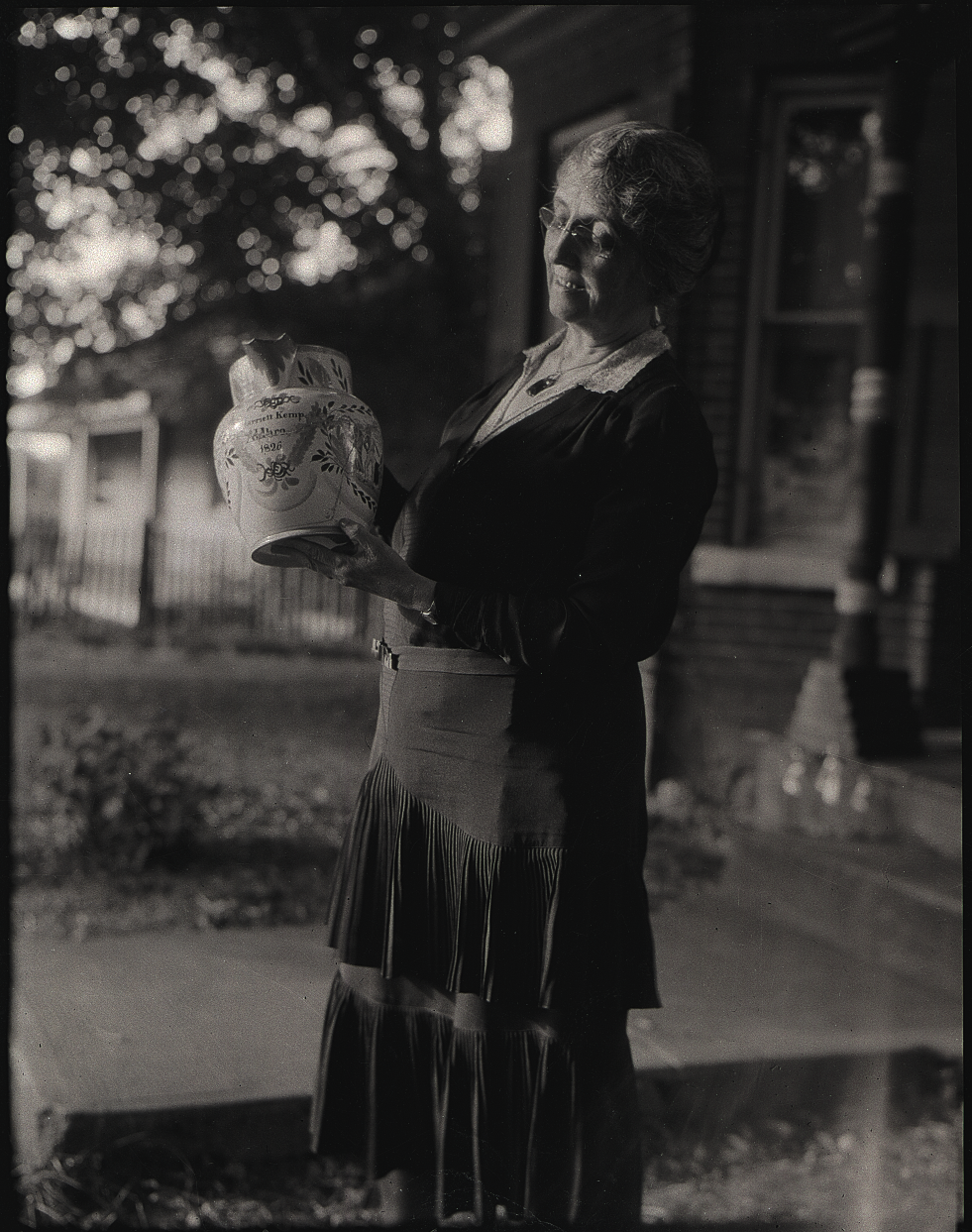
Lucy Maud Montgomery segurando um jarro, Norval, 1932

Em 1908, Montgomery publicou seu primeiro livro, Anne of Green Gables. Três anos depois, logo após a morte da avó, ela se casou com Ewan (encontrado nas notas e cartas de Montgomery como "Ewan") Macdonald (1870-1943), um ministro presbiteriano, e se mudaram para Ontário, onde ele tinha assumido o cargo de ministro de “St. Paul's Presbyterian Church”, em Leaskdale na atual Uxbridge, Ontário, também afiliada à congregação próxima a Zephyr. Tiveram três filhos, o segundo dos quais nasceu morto. Os dois outros eram Chester e Stuart.
O grande aumento de seus escritos em Leaskdale é o resultado de sua necessidade de escapar das dificuldades da vida real.  Montgomery sofreu vários períodos de depressão, enquanto tentava lidar com os deveres da maternidade e da vida religiosa, e com os ataques de melancolia religiosa do marido e deterioração da saúde: "Para uma mulher que tinha dado ao mundo a alegria, foi principalmente uma infeliz". Para a maior parte de sua vida, sua escrita foi um grande consolo. Além disso, durante esse tempo, Montgomery esteve envolvida em uma série de "amargas ações com a editora L.C. Page, que se arrastaram até que ela finalmente ganhou a causa, em 1929".
Montgomery escreveu seus próximos onze livros em Leaskdale, na casa que atualmente é o “Lucy Maud Montgomery Leaskdale Manse Museum”. Em 1926, a família se mudou para o Norval Presbyterian Charge, atualmente Halton Hills, Ontario, onde hoje o Lucy Maud Montgomery Memorial Garden pode ser visto da Highway 7.
Em 1935, após a aposentadoria do marido, Montgomery mudou-se para Swansea, um subúrbio de Toronto, onde compraram uma casa a que chamaram “Journey's End”, situada em Humber River. Montgomery continuou a escrever, publicando Anne of Windy Poplars em 1936, Jane of Lantern Hill em 1937, e Anne of Ingleside em 1939.
No ultimo ano de sua vida, Montgomery completou o nono livro com Anne, intitulado The Blythes Are Quoted, que inclui 15 histórias curtas, muitas delas previamente publicadas, que ela revisou para incluir Anne e sua família, principalmente como personagens periféricos; quarenta e um poemas (muitos dos quais publicados anteriormente), que ela atribuiu a Ana e seu filho Walter, que morreu como um soldado na Primeira Guerra Mundial, e com vinhetas da família Blythe discutindo os poemas. Uma versão resumida, em que foram resumidas e reorganizadas as histórias e omitidas todas as vinhetas foi publicada como uma coleção de histórias curtas, The Road to Yesterday, em 1974. Uma edição completa de The Blythes Are Quoted, editada por Benjamin Lefebvre, foi publicado na íntegra pela Viking Canadá, em outubro de 2009.

### Morte e legado

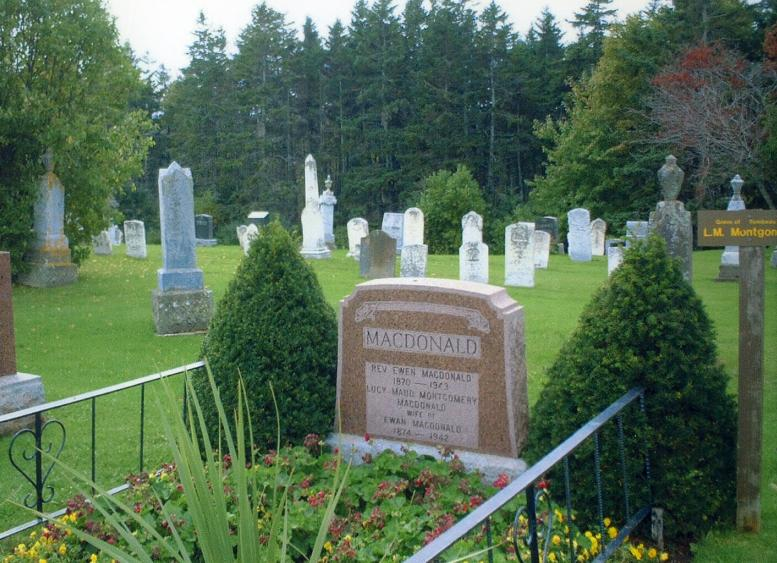
Lápide de Lucy Maud Montgomery

Foi declarada como causa da morte de Montgomery a falência de múltiplos órgãos, em Toronto. No entanto, foi revelado por sua neta, Kate Macdonald Butler, em setembro de 2008, que Montgomery sofria de uma depressão - possivelmente como resultado de cuidar do marido doente mental há décadas - e tirou a própria vida através de uma overdose de drogas, porém é apenas outro ponto de vista. De acordo com Maria Rubio, que escreveu uma biografia de Lucy Maud Montgomery, Montgomery: The Gift of Wings (2008), a mensagem era para ser uma entrada de jornal, em vez de uma nota de suicídio. Montgomery foi sepultada no “Cavendish Community Cemetery”, em Cavendish.
Durante sua vida, Montgomery publicou 20 romances, mais de 500 contos, uma autobiografia, e um livro de poemas. Consciente de sua fama, em 1920 Montgomery começou a editar e recopiar seus diários, apresentando a vida como ela queria que fosse lembrada, alterando ou omitindo alguns episódios.
Sua maior coleção está arquivada na University of Guelph, enquanto o L. M. Montgomery Institute e a University of Prince Edward Island coordenam a maior parte das pesquisas e conferências em torno de seu trabalho. Sua primeira biografia, The Wheel of Things: A Biography of L.M. Montgomery, (1975), foi escrita por Mollie Gillen. Dr. Gillen também descobriu mais de 40 cartas de Montgomery para seu amigo de correspondência George Boyd MacMillan, na Escócia, e usou-as como base para seu trabalho. Iniciado nos anos 1980, editado por Mary Rubio e Elizabeth Waterston, foi publicado pela Oxford University Press. Entre 1988-95, o editor Rea Wilmshurst colecionou e publicou vários contos de Montgomery.
A despeito do fato de Montgomery ter publicado mais de vinte livros, ela "Nunca sentiu ter conseguido um grande “livro”. No entanto, sempre se encontrou seus personagens e histórias entre os melhores na ficção. Mark Twain disse: “Anne, de  Montgomery era "a criança mais querida, comovente e deliciosa desde a immortal Alice”. Montgomery foi homenageada como a primeira mulher no Canadá a ser nomeada um membro da “Royal Society of Arts”, na Inglaterra e a ser investida na Order of the British Empire, em 1935.
Sua fama não está limitada apenas ao Canadá. Anne of Green Gables faz grande sucesso no Japão. Todos os anos, milhares de turistas japoneses "fazem uma peregrinação a uma fazenda verde vitoriana na cidade de Cavendish em Prince Edward Island ....". Um parque nacional foi criado perto de sua casa em Cavendish, em honra de suas obras. Montgomery é uma das autoras mais conhecidas do Canadá.

## Obras

### Romances
- Anne of Green Gables (1908)

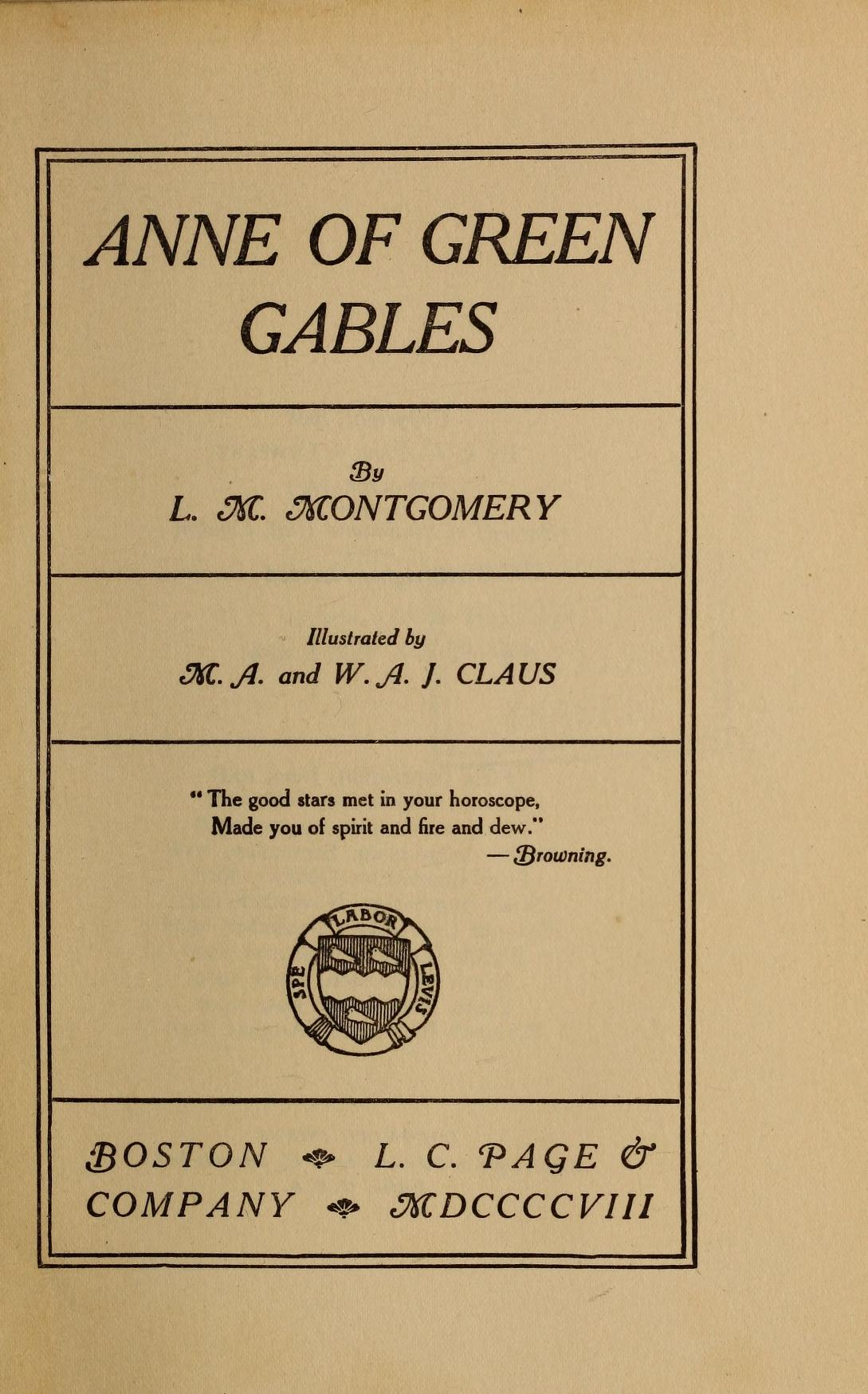
Página de rosto da edição original de Anne of Green Gables, publicada em 1908

- Anne of Avonlea (1909) (sequência de Anne of Green Gables)
- Kilmeny of the Orchard (1910)
- The Story Girl (1911)
- The Golden Road (1913) (sequência de The Story Girl)
- Anne of the Island (1915) (sequência de Anne of Avonlea)
- Anne's House of Dreams (1917) (sequência de Anne of Windy Poplars)
- Rainbow Valley (1919) (sequência de Anne of Ingleside)
- Rilla of Ingleside (1921) (sequel to Rainbow Valley)
- Emily of New Moon (1923)
- Emily Climbs (1925) (sequência de Emily of New Moon)
- The Blue Castle (1926)
- Emily's Quest (1927) (sequência de Emily Climbs)
- Magic for Marigold (1929)
- A Tangled Web (1931)
- Pat of Silver Bush (1933)
- Mistress Pat (1935) (sequência de Pat of Silver Bush)
- Anne of Windy Poplars (1936) (sequência de Anne of the Island)
- Jane of Lantern Hill (1937)
- Anne of Ingleside (1939) (sequência de Anne's House of Dreams)
- The Blythes Are Quoted, editado por Benjamin Lefebvre (2009) (sequência de Rilla of Ingleside)

### Contos
- “Chronicles of Avonlea” (1912)
- Further Chronicles of Avonlea (1920)
- The Road to Yesterday (1974)
- The Doctor's Sweetheart, selected by Catherine McLay (1979)
- Akin to Anne: Tales of Other Orphans, edited by Rea Wilmshurst (1988)
- Along the Shore: Tales by the Sea, edited by Rea Wilmshurst (1989)
- Among the Shadows: Tales from the Darker Side, edited by Rea Wilmshurst (1990)
- After Many Days: Tales of Time Passed, edited by Rea Wilmshurst (1991)
- Against the Odds: Tales of Achievement, edited by Rea Wilmshurst (1993)
- At the Altar: Matrimonial Tales, edited by Rea Wilmshurst (1994)
- Across the Miles: Tales of Correspondence, edited by Rea Wilmshurst (1995)
- Christmas with Anne and Other Holiday Stories, edited by Rea Wilmshurst (1995)

#### Contos por sequência
- Lucy Maud Montgomery Short Stories: 1896 a 1901 (2008) ISBN 978-1-4065-6510-2
- Lucy Maud Montgomery Short Stories: 1902 a 1903 (2008) ISBN 978-1-4065-6511-9
- Lucy Maud Montgomery Short Stories: 1904 (2008) ISBN 978-1-4065-6512-6
- Lucy Maud Montgomery Short Stories: 1905 a 1906 (2008) ISBN 978-1-4065-6513-3
- Lucy Maud Montgomery Short Stories: 1907 a 1908 (2008) ISBN 978-1-4065-6514-0
- Lucy Maud Montgomery Short Stories: 1909 a 1922 (2008) ISBN 978-1-4065-6515-7

### Poesias
- The Watchman & Other Poems (1916)
- The Poetry of Lucy Maud Montgomery, selected by John Ferns and Kevin McCabe (1987)

### Não-ficção
- Courageous Women (1934) (com Marian Keith e Mabel Burns McKinley)

### Autobiografia
- The Alpine Path: The Story of My Career (1975; originalmente publicado em Everywoman's World, em 1917)
- The Selected Journals of L.M. Montgomery (5 vols.), editado por Mary Rubio e Elizabeth Waterston (1985–2004)

## Montgomery em língua portuguesa
Seu livro Anne of Green Gables foi editado no Brasil três vezes, sob títulos diferentes. A primeira publicação se chamou Anne Shirley em 1939 e posteriormente, em 1956, foi dividida em dois volumes. O romance era o 65º da Coleção Biblioteca das Moças, da Companhia Editora Nacional. A segunda vez foi em 2009, lançado pela editora Martins Fontes com o título Anne de Green Gables. A terceira vez foi pela editora Pedrazul, em 2015, editora que continuou com o lançamento de outros títulos da mesma coleção. Anne de Avonlea foi lançado em 2016, Anne da Ilha em 2017, e Anne de Windy Poplars em 2018. A editora Pedrazul está atualmente trabalhando na tradução do oitavo livro da série, Rilla de Igleside.
Seu livro mais recentemente traduzido foi Emily de Lua Nova, também pela editora Pedrazul.